# Junior Eurovisiesongfestival 2004
Het Junior Eurovisiesongfestival 2004 was het tweede Junior Eurovisiesongfestival. Het werd op 20 november 2004 georganiseerd in Lillehammer, Noorwegen. Het programma duurde 2 uur en 15 minuten, en werd gepresenteerd door Stian Barsnes Simonsen en Nadia Hasnaoui. Het festival werd bekeken door 100 miljoen mensen, en werd uitgezonden in 20 landen.
18 landen deden mee, Frankrijk en Zwitserland voor de eerste keer. De wedstrijd werd gewonnen door de negenjarige María Isabel uit Spanje met haar liedje Antes muerta que sencilla, wat zoveel betekent als liever dood dan doodgewoon. Ze ontving haar trofee uit handen van Dino Jelusić, die de wedstrijd in 2003 won. Cory Spedding werd op ruime afstand tweede voor het Verenigd Koninkrijk. Kroatië haalde voor de tweede maal op rij het podium, met de derde plaats van Nika Turković.
Het was lange tijd onduidelijk waar het festival zou plaatsvinden. Aanvankelijk was de organisatie toegekend aan het Verenigd Koninkrijk. De Britse zender ITV zou het festival organiseren in Manchester, maar vanwege financiële problemen van de omroep werd de organisatie weer uit handen gegeven. De EBU besliste dan maar de organisatie aan Kroatië over te laten, de winnaar van het eerste festival. Het land accepteerde, maar de zaal waar het festival plaats moest vinden, was al geboekt. Uiteindelijk werd de organisatie definitief toegekend aan Lillehammer.
België werd vertegenwoordigd door de Waalse inzending Free Spirits met hun liedje Accroche-toi, Nederland door Klaartje & Nicky met Hij is een kei. De twee landen eindigden respectievelijk op de tiende en de elfde plaats.

## Resultaten
| Plaats | Land                | Taal         | Artiest                             | Lied                      | Punten |
| ------ | ------------------- | ------------ | ----------------------------------- | ------------------------- | ------ |
| 1      | Spanje              | Spaans       | María Isabel                        | Antes muerta que sencilla | 171    |
| 2      | Verenigd Koninkrijk | Engels       | Cory Spedding                       | The best is yet to come   | 140    |
| 3      | Kroatië             | Kroatisch    | Nika Turković                       | Hej Mali                  | 126    |
| 4      | Roemenië            | Roemeens     | Noni Răzvan Ene                     | Iţi mulţumesc             | 123    |
| 5      | Denemarken          | Deens        | Cool Kids                           | Pigen er min              | 116    |
| 6      | Frankrijk           | Frans        | Thomas Pontier                      | Si on voulait bien        | 78     |
| 7      | Macedonië           | Macedonisch  | Martina Siljanovska                 | Zabava                    | 64     |
| 8      | Cyprus              | Grieks       | Marios Tofi                         | Onira                     | 61     |
| 9      | Griekenland         | Grieks       | Secret Band                         | O palios mou eaftos       | 48     |
| 10     | België              | Frans        | Free Spirits                        | Accroche-toi              | 37     |
| 11     | Nederland           | Nederlands   | Klaartje & Nicky                    | Hij is een kei            | 27     |
| 12     | Malta               | Engels       | Young Talent Team                   | The power of a song       | 14     |
| 13     | Noorwegen           | Noors        | @lek                                | En stjerne skal jeg bli   | 12     |
| 14     | Wit-Rusland         | Wit-Russisch | Yahor Vauchok                       | Spiavaitse sa mnoyu       | 9      |
| 15     | Zweden              | Zweeds       | Limelights                          | Varför jag?               | 8      |
| 16     | Zwitserland         | Italiaans    | Demis Mirarchi                      | Birichino                 | 4      |
| 17     | Polen               | Pools        | KWADro                              | Łap życie                 | 3      |
| 17     | Letland             | Lets         | Mārtiņš Tālbergs & C-Stones Juniors | Balts vai melns           | 3      |

## Interludium
Het interludium werd verzorgd door de Ierse boysband Westlife met hun liedje Ain't that a kick in the head.

## Puntentelling
Het stemmen ging via televoting. Alle deelnemende landen konden stemmen, maar niet op zichzelf. Men gaf punten van 1 tot en met 8, dan 10 en 12. Alle punten werden in het Frans en het Engels herhaald.

## Scorebord
| Deelnemers          | GR | MT | NL | SU | NO | FR | MC | PL | CY | WR | KR | LE | VK | DK | SP | ZW | BE | RO |
| ------------------- | -- | -- | -- | -- | -- | -- | -- | -- | -- | -- | -- | -- | -- | -- | -- | -- | -- | -- |
| Griekenland         |    | 12 | 1  | 2  | 1  | 3  | 0  | 0  | 12 | 0  | 3  | 0  | 5  | 0  | 1  | 0  | 2  | 6  |
| Malta               | 0  |    | 2  | 0  | 0  | 0  | 3  | 0  | 0  | 0  | 0  | 0  | 4  | 4  | 0  | 0  | 0  | 1  |
| Nederland           | 0  | 3  |    | 0  | 3  | 1  | 1  | 0  | 0  | 3  | 1  | 5  | 0  | 0  | 2  | 1  | 7  | 0  |
| Zwitserland         | 0  | 4  | 0  |    | 0  | 0  | 0  | 0  | 0  | 0  | 0  | 0  | 0  | 0  | 0  | 0  | 0  | 0  |
| Noorwegen           | 0  | 0  | 0  | 0  |    | 0  | 0  | 0  | 0  | 0  | 0  | 0  | 0  | 7  | 0  | 5  | 0  | 0  |
| Frankrijk           | 6  | 1  | 5  | 6  | 2  |    | 2  | 4  | 4  | 6  | 4  | 7  | 2  | 6  | 8  | 4  | 8  | 3  |
| Macedonië           | 0  | 6  | 6  | 5  | 5  | 4  |    | 5  | 3  | 0  | 8  | 3  | 3  | 5  | 3  | 3  | 3  | 2  |
| Polen               | 0  | 0  | 0  | 0  | 0  | 2  | 0  |    | 0  | 1  | 0  | 0  | 0  | 0  | 0  | 0  | 0  | 0  |
| Cyprus              | 12 | 8  | 3  | 1  | 0  | 0  | 6  | 0  |    | 4  | 5  | 2  | 8  | 1  | 5  | 0  | 1  | 5  |
| Wit-Rusland         | 1  | 0  | 0  | 0  | 0  | 0  | 0  | 3  | 0  |    | 0  | 1  | 0  | 0  | 0  | 0  | 0  | 4  |
| Kroatië             | 4  | 0  | 8  | 8  | 10 | 8  | 12 | 7  | 6  | 8  |    | 8  | 12 | 8  | 6  | 8  | 6  | 7  |
| Letland             | 2  | 0  | 0  | 0  | 0  | 0  | 0  | 1  | 0  | 0  | 0  |    | 0  | 0  | 0  | 0  | 0  | 0  |
| Verenigd Koninkrijk | 5  | 10 | 12 | 7  | 6  | 6  | 5  | 10 | 5  | 10 | 7  | 10 |    | 10 | 10 | 7  | 10 | 10 |
| Denemarken          | 7  | 5  | 7  | 3  | 12 | 5  | 8  | 8  | 7  | 5  | 6  | 4  | 10 |    | 7  | 10 | 4  | 8  |
| Spanje              | 10 | 7  | 10 | 12 | 8  | 12 | 10 | 12 | 10 | 7  | 12 | 6  | 7  | 12 |    | 12 | 12 | 12 |
| Zweden              | 0  | 0  | 0  | 0  | 4  | 0  | 0  | 0  | 1  | 0  | 0  | 0  | 0  | 3  | 0  |    | 0  | 0  |
| België              | 3  | 0  | 4  | 4  | 0  | 7  | 4  | 2  | 2  | 2  | 2  | 0  | 1  | 0  | 4  | 2  |    | 0  |
| Roemenië            | 8  | 2  | 0  | 10 | 7  | 10 | 7  | 6  | 8  | 12 | 10 | 12 | 6  | 2  | 12 | 6  | 5  |    |

## 12 punten
| Aantal keer 12 | Land                | Gekregen van                                                                 |
| -------------- | ------------------- | ---------------------------------------------------------------------------- |
| 8              | Spanje              | België, Denemarken, Frankrijk, Kroatië, Polen, Roemenië, Zweden, Zwitserland |
| 3              | Roemenië            | Letland, Spanje, Wit-Rusland                                                 |
| 2              | Griekenland         | Cyprus, Malta                                                                |
| 2              | Kroatië             | Macedonië, Verenigd Koninkrijk                                               |
| 1              | Cyprus              | Griekenland                                                                  |
| 1              | Denemarken          | Noorwegen                                                                    |
| 1              | Verenigd Koninkrijk | Nederland                                                                    |

## Debuterende landen

Deelnemende landen

- Frankrijk
- Zwitserland

België · Cyprus · Denemarken · Frankrijk · Griekenland · Kroatië · Letland · Macedonië · Malta · Nederland · Noorwegen · Polen · Roemenië · Spanje · Verenigd Koninkrijk · Wit-Rusland · Zweden · Zwitserland
2003 · 2004 · 2005 · 2006 · 2007 · 2008 · 2009 · 2010 · 2011 · 2012 · 2013 · 2014 · 2015 · 2016 · 2017 · 2018 · 2019 · 2020 · 2021 · 2022 · 2023 · 2024 · 2025

Zie ook: Eurovisiedansfestival · Eurovisiesongfestival · Eurovision Young Musicians · Eurovision Young Dancers · Eurovision Choir